# Atelostomata
Az Atelostomata öregrend az Euechinoidea alosztályba tartozik.

## Rendszerezés
- Cassiduloida rend
  - Apatopygidae család
  - Cassidulidae család
  - Echinolampadidae család
  - Neolampadidae család
  - Pliolampadidae család
- Spatangoida rend
  - Asterostomatidae család
  - Aeropsidae család
  - Hemiasteridae család
  - Palaeostomatidae család
  - Pericosmidae család
  - Schizasteridae család
  - Calymnidae család
  - Holasteridae család
  - Pourtalesiidae család
  - Urechinidae család
  - Brissidae család
  - Brissopsidae család
  - Loveniidae család
  - Spatangidae család
  - Toxasteridae család